# Brooks Curry
Brooks Curry (Atlanta, 20 de enero de 2001) es un deportista estadounidense que compite en natación, especialista en el estilo libre.
Participó en los Juegos Olímpicos de París 2024, obteniendo una medalla de plata en la prueba de 4 × 200 m libre.
Ganó dos medallas en el Campeonato Mundial de Natación de 2022, oro en 4 × 100 m libre y bronce en 4 × 100 m libre mixto, y cuatro medallas en los Juegos Panamericanos de 2023.
Cursó Estudios Interdisciplinarios en la Universidad Estatal de Luisiana.

## Palmarés internacional
| Juegos Olímpicos     | Juegos Olímpicos   | Juegos Olímpicos  | Juegos Olímpicos      |
| Año                  | Lugar              | Medalla           | Prueba                |
| -------------------- | ------------------ | ----------------- | --------------------- |
| 2024                 | París (Francia)    | Medalla de plata  | 4 × 200 m libre       |
| Campeonato Mundial   |                    |                   |                       |
| Año                  | Lugar              | Medalla           | Prueba                |
| 2022                 | Budapest (Hungría) | Medalla de oro    | 4 × 100 m libre       |
| 2022                 | Budapest (Hungría) | Medalla de bronce | 4 × 100 m libre mixto |
| Juegos Panamericanos |                    |                   |                       |
| Año                  | Lugar              | Medalla           | Prueba                |
| 2023                 | Santiago (Chile)   | Medalla de plata  | 100 m libre           |
| 2023                 | Santiago (Chile)   | Medalla de plata  | 4 × 100 m libre       |
| 2023                 | Santiago (Chile)   | Medalla de plata  | 4 × 200 m libre       |
| 2023                 | Santiago (Chile)   | Medalla de plata  | 4 × 100 m libre mixto |